# プライバシー
プライバシー（プライヴァシー（米）、プリヴァシー（英）、英: privacy）は、個人や家庭内の私事・私生活。また、それを他の個人や社会に知られず、干渉を受けない権利。
個人情報保護の文脈では、他者が管理している自己の情報について訂正・削除を求めることができる権利（積極的プライバシー権）を指す。英語の privacy を片仮名表記したものであり、日本語では私事権と訳されることもある（定訳はいまだない）。なお、中国語では隠私権（簡体字：隐私权）と表現する。

## プライバシーの定義と変遷
法制度におけるプライバシーの概念はすでにコモン・ローにその萌芽があり、そこでは「不法行為法上の権利として、個人の私生活に関する情報を公開されない自由および私事に属する領域への他人の侵入を受けない自由の意味で用いられた」
法律上の権利としてプライバシーが理論化された起源は、1890年アメリカの弁護士のSamuel D. WarrenとLouis_Brandeisが「プライバシーの権利」（The Right to Privacy）という論文がハーバード・ロー・レビューに掲載されたところに遡る。彼らはプライバシーを「一人でいさせてもらう権利」（the right to be let alone）と定義つけた。「一人でいさせてもらう」の解釈の一つとして、隔絶されることを望めばそれを選べる、というものがあり、自分の家のような私的空間では他人から調べられたり詮索されたりする事から逃れられる事であると解釈できる。
1960年になるとウィリアム・プロッサー（William L. Prosser）が「プライバシー」という論文でプライバシーを以下の４つの類型に分類した（プロッサーの四分類）：私生活への侵入、私的事実の公開、公衆の誤認を招く公表、（氏名や肖像などの）盗用。
その後情報化社会の到来とともにプライバシーの権利に積極的意味が持たされるようになり（積極的プライバシー）、アラン・ウェスティン（Alan Westin）は1967年の著書「プライバシーと自由」で、プライバシーの権利を「自己に関する情報に対するコントロールという権利」であると述べた。この定義はプライバシーの意味として最もポピュラーな理論の一つである。
京都大学の佐藤幸治はこの説をベースに自己情報コントロール権を提唱し、その定義として「個人が道徳的自律の存在として、自ら善であると判断する目的を追求して、他者とコミュニケートし、自己の存在にかかわる情報を開示する範囲を選択できる権利」を採用した。また東京大学の憲法学者である芦部信喜も「プライバシーの権利は、情報化社会の進展にともない、「自己に関する情報をコントロール
する権利」（情報プライバシー権）と捉えられて」いるとしている。
日本におけるプライバシー権は論者により様々であるが、日本の憲法学においては自己情報コントロール権がプライバシーの権利の解釈の最有力になっている。日本におけるプライバシー権は自己情報コントロール権や前述の一人でいさせてもらう権利以外にも自己決定権や静穏のプライバシー権が提示されている。自己決定権は「個人が一定の個人的な事柄について、公権力による干渉を受けずに自ら決定する権利」を意味し、静穏のプライバシー権を例を用いて説明すれば「電車やバスの中で聞きたくもないにもかかわらず大きな放送を聞かされることにより心がかき乱されることがない利益」である。

## プライバシーに関する論点

### 主な論点
プライバシーに関する議論の論点は、以下のようにカテゴライズできる：
1. 放っておかれる権利（the right to be let alone）
2. 他人による個人情報へのアクセスを制限する選択肢（the option to limit the access others have to one's personal information）
3. 秘匿、すなわち他人からの任意の情報を隠す選択肢（secrecy, or the option to conceal any information from others）
4. 自分に関する情報を他人が利用する事へのコントロール（control over others' use of information about oneself）
5. プライバシー状態（states of privacy）
6. 人間性と自律（personhood and autonomy）
7. 自己のアイデンティティと人間的成長（self-identity and personal growth）
8. 親密な関係の保護（protection of intimate relationships）

「プライバシー状態」に関してはAlan Westinが４つのプライバシー状態（ないし体験）を定義している：孤立（solitude）、親しさ（intimacy）、匿名（anonymity）、担保（reserve）。
ここでいう「親しさ」とは、個々人の間の親密でリラックスしてくだけた関係を指し、「担保」とは望まない侵害行為に対して心理的バリアを作ることができ、このバリアによって自分自身に関する情報の伝達を制限したいという要求が尊重される、という状態が担保される事を意味している。
「人間性と自律」に関して、Jeffrey Reimanは自身の物理的心理的実体や道徳的権利の自己決定権を自分自身が保有しているという感覚でプライバシーを説明した。
「自己のアイデンティティと人間的成長」を確立する前提条件としてプライバシーが理解されることもある。Irwin Altmanはプライバシーによるバリアーは周囲と自己との境界を定義し、自己と定義するのを手助けを与えるとしている。またHyman Grossはプライバシーがなければ自分自身を自由に表現できず、自己の発見や自己批判に取り組むことができなくなる事を示唆している

### 死者のプライバシー
死者のプライバシー権については、アメリカ合衆国・イギリスの法律では、名誉毀損とともに、それによって遺族がプライバシー侵害を受けていない限り訴えることができないものとされている。一方、ドイツなどヨーロッパの法律では死者自体の人格権を認めているものの、判例も学説も二分されている。フランスの法律は、プライベートな場所にいる個人を同意なく撮影した者を、私生活を侵害した罪で処罰するとしている。日本においては、死者の人格権侵害によって遺族自身の人格権を侵害（名誉毀損などを）したとして訴訟・判決に至る例が多い。

### 他の人権との衝突
プライバシー権を取り扱う際には、表現の自由や報道の自由、知る権利といった他の人権との抵触・衝突が問題となる。後述の「宴のあと」裁判のほか、近年においては、柳美里の小説『石に泳ぐ魚』の登場人物のモデルとなった女性が出版の差し止めを訴えた民事訴訟や、田中真紀子の長女の離婚を記事にした雑誌『週刊文春』がプライバシー侵害と訴えられ、東京地方裁判所が異例の出版差し止め仮処分決定をした事件などが注目を集めた（ただし、高裁はこの仮処分決定を取消した）。

## プライバシー権の国際化

### OECD8原則
1980年、経済協力開発機構（OECD）理事会は、プライバシーに関するガイドラインを勧告し、その中で以下の原則（OECD8原則）を提示し、世界各国の個人情報保護制度に大きな影響を与えた。
- 収集制限の原則
- データ内容の原則
- 目的明確化の原則
- 利用制限の原則
- 安全保護の原則
- 公開の原則
- 個人参加の原則
- 責任の原則

「プライバシーガイドライン」は、2013年7月11日に改正、2013年9月9日に公開されたが「プライバシー8原則」は変わらずに示されている
。

### EUデータ保護指令
欧州連合（EU）は加盟国間のプライバシー関連の法制度の共通化を図るため、発足から2年後の1995年にEUデータ保護指令（正式名称：個人データ処理に係る個人の保護及び当該データの自由な移動に関する指令）を採択し、EU各国にこの指令に従った法整備を促すとともに、国内法の実施状況を監視する機関を用意するように要請した（28条）。ただし国内法の実施細則に関しては、業界団体等の自主的な行動基準や倫理綱領を重視するにとどめている（27条）。
EU以外の国がこの指令の水準を満たしていない場合には、その国やその国の企業にはEU内の個人データを移転する事をこの指令では禁止していた（25条1項）。それ故EU外の国々にも個人情報保護制度の確立が促され、日本でも個人情報保護法制をこの指令に適合させる動きが促された。
なお2016年現在、EUは新しいEUデータ保護規則採択の検討を行っている。

### APECのCBPR
アジア太平洋経済協力（APEC）でも2004年にAPECプライバシー原則を定め、2011年11月には企業等の越境個人情報保護に関する取組みがAPECプライバシー原則に適合している事を認証する制度であるAPEC越境プライバシールール（Cross Border Privacy Rules、CBPR）が採択された。
PIAは、国際標準化委員会ISO TC68(金融サービスの専門委員会)において2008年4月に、ISO22307(Financial services Privacy impact assessment)として標準ドキュメントが発行された。

### 個人情報保護マネジメントシステム
個人情報保護マネジメントシステム(PMS, Personal information protection management systems)と呼びは事業者が個人情報保護を実践するためにもつ管理システムで、 財団法人日本規格協会の原案によってJIS Q 15001（個人情報保護マネジメントシステム ― 要求事項）として策定された。
一般財団法人日本情報経済社会推進協会(JIPDEC)は、JIS Q 15001に適合した個人情報保護体制を運用可能な状態に構築したと判断された事業者に対し、JIPDECの登録商標であるプライバシーマークの使用を認めている。
2016年現在の最新版である2006年版のJIS Q 15001は計画(4.3章)、実施および運用(4.4章)、点検(4.7章)、事業者の代表者による見直し(4.9章)を含み、いわゆるPDCAサイクルを回すことで個人情報保護レベルを継続的に改善していくものと解釈できる。
1999年に海外での先例にならって作られた管理システムであり、個人情報保護に関する同様の理念は2005年から全面施行された個人情報の保護に関する法律（以下、「個人情報保護法」）でも見ることができる。

## アメリカにおけるプライバシー権
アメリカでは1890年にサミュエル・D・ウォーレンとルイス・C・ブランダイスという2人の弁護士によってプライバシー権が提唱されるようになったが、彼らは論文でフランスの「1868年5月11日の新聞に関する法律」を紹介してフランス法ではプライバシー権が既に承認されていると論じた。

## 日本におけるプライバシー権

### 歴史
日本では1887年の新聞紙条例が真実証明制度をとり「私行」という訳を用いた規定を設けていた。一方でプライバシーの権利は山崎光次郎『新聞道徳論』（1929年）や榛村専一『新聞法制論』（1933年）で第二次世界大戦前から紹介されており、これらの著書ではプライバシー権は新聞紙条例の「私行」とは別物との考え方がとられていた。
戦後、「宴のあと」裁判の東京地裁判決でプライバシーという言葉が使われてから、人格権として認められ言葉としても定着しており、この事件の判例においてプライバシーは個人の私生活に関する事柄やそれが他から隠されており干渉されない状態を要求する権利をいうとされた。「宴のあと」事件は日本で最初にプライバシー権を主張して争われた事件であるが、原告と訴訟代理人は日本でもプライバシー権を権利として取り入れる必要があるとの考えから名誉毀損訴訟にはあえてせずプライバシー権の侵害だけを主張して訴訟が提起された。
日本国憲法には明文規定はないが、第13条（個人の尊重）によって保障されると解されている。民法第709条にもかかわる事柄でもある。

### 個人情報保護法
個人情報保護法は、より積極的プライバシー権を保障するものとして、2003年（平成15年）5月23日に成立し、2005年（平成17年）4月1日から全面施行された。同法は、データベース上の個人情報（個人データ）の管理についても規定した。
目的は個人情報の有用性に配慮しながら、個人の権利利益を保護することにあり、理念では「個人情報は、個人の人格尊重の理念の下に慎重に取り扱われるべきものであり、その適正な取扱いが図られなければならない。」（同法第3条）としている。内容は、上記のOECD理事会の勧告に沿っている。
この法律の目的は、データベース上の個人情報（個人データ：同法2条4項）の管理を適正化する法律であり、積極的プライバシー権を保障するものである。その趣旨は、主に、自己の意思に起因しない原因（例．刑事事件等）、または自己の不知による第三者の情報利用を排除するものであり、要するに、自己に有用でない害悪のある、さまざまな行為を排除するものである。しかし、同法の趣旨の無理解によって、「学級名簿・卒業アルバムが作れない」「医療機関への個人情報の提供を拒む」「鉄道事故が起きたのに、鉄道会社が家族の安否確認に応じてくれない」などの過剰反応の例が、国民生活センターに報告されている。

## インターネット実名制
YouTube、Facebook、Googleなど、インターネットの実名制で誹謗中傷が減ると考える企業は多いが、効果を疑問視する声もある。

### 韓国のインターネット実名制失敗
2007年にインターネット実名制（制限的本人確認制）を本格導入した韓国では、導入直後に悪意のある書き込みが40%減少したが、3年後には導入時と比べて1割減程度、サイバー犯罪は2倍に増えた年もあり、明確な効果は得られなかった。韓国放送通信委員会の発表では、悪意ある書き込みの割合は13.9%から13%の0.9%減に留まった。柳文珠の『韓国におけるインターネット実名制の施行と効果』によると、ウェブサイトDCINSIDEの掲示板における制限的本人確認制の導入前後の書き込みは、誹謗の割合が26.8%から23.4%に，悪口は5.1%から2.1%に減少した。また、ウェブサイトDAUM、DCINSIDE、MONEYTODAYでは悪性コメントが占める割合が15.8%から13.9%に減少し、程度によって分類する場合、重度悪性コメントは8.9%から6.7%に減少し、軽度悪性コメントは6.8%から7.2%に増加した 。2012年8月にはサイバー攻撃の激増や表現の自由を侵害するとして違憲判決となり、インターネット実名制は約5年で廃止の方向となった。

### インターネット実名制に関する研究
カーネギーメロン大学のDaegon ChoとAllessandro Acquistiによる継続分析の結果によると、実名制によって暴言や過激な表現を用いたコメントが有意に減少した。施行後6か月の調査では、暴言は全てのユーザー層で減少し全体で5.58%から3.26%に、過激な表現はライトユーザーに微増したもののミドルユーザーとヘビーユーザーで大きく減少し全体で29.27%から22.27%に減少した。
慶應義塾大学の田中辰雄・浜屋敏の実証研究『インターネットは社会を分断するのか？』によると、新聞の購読やテレビワイドショーの視聴、或いはFacebookやTwitterなどのソーシャルメディア利用は、ユーザの「意見の極端化」に影響を与えておらず、ネットブログはユーザの意見を穏健化させ、ネットニュースとテレビニュースはユーザの意見を過激化させる傾向があった。ネットの利用で意見が過激化するなら、ネットに親しんだ若年層ほど過激化しそうだが、事実は逆で高齢層ほど意見が過激化する傾向があり、少なくとも現状ではネットが意見の過激化を引き起こしているわけではなかった。若年層ほど積極的にインターネットを利用し高齢層ほど新聞やテレビを利用するが、メディアが従来型かネット型かの違いは意見の極端化と無関係だった。参加者（特に若い人たち）に対する教育や意識付けを続けていくことによって、インターネットを建設的な討論空間にすることも可能だとした。
経済学者・国際大学GLOCOM講師の山口真一は、炎上が広く知られている一方で、実際に炎上に加担したことのある「1度書き込んだことがある」「2度以上書き込んだことがある」人は約1.5%しかおらず、「1度書き込んだことがある」人に比べ「2度以上書き込んだことがある」人の方が2倍以上いることなどから、ごく少数の人が、複数回にわたり炎上に加担している実態があるとしている。また、2018年4月に行ったオンラインアンケート調査から、「ネットは実社会に比べて攻撃的な人が多い」のではなく「極端な意見の人が大量に発信している」と分析した。このようなネット世論の偏りは、アメリカを対象とした調査でも同様の傾向がみられ、普遍的な現象であるとする。ネットの特性が「もともと極端な意見を持っている人の発信力を強化する」ことに繋がっているとし、極端な意見の持ち主がネット上で上から目線で他者を否定したり、大量に書き込んだりしているのは、そもそも「自分が正しく、反対意見の持ち主が間違っている」と考えているから（自分が正義だと思っているから）で、実名制をとっているFacebook上でも、ニュースや著名人の投稿のコメント欄で顔も名前も明かして罵詈雑言を書き込んでいる人が珍しくなく、実名制の効果は薄いと予想している。

## プライバシーに関する韓国の事例

### 概要
1962年に住民登録番号が導入され、生涯不変の番号、強制付番、カードに番号印字、民間利用可能、の4条件を揃えた共通番号制度が生活に浸透した。共通番号いらないネット（旧：反住基ネット連絡会）の白石孝や同氏が取材した現地取材レポートによると、2007年から2015年までで2億数千万件の不正アクセスと情報流出が発生するなど、プライバシー侵害、情報流出、なりすまし事件が頻発しているが、番号制度そのものに対する大きな反対運動は起きていない。2012年当時、韓国最大野党だった民主統合党のジン・ソンミ議員は「番号を使用する日常生活が50年間続き、慣れた状況なので全面的に再検討することはなかなか難しい」と語った。
インターネットの誹謗中傷が社会問題化し、2007年からインターネット実名制が導入された。常に実名で書き込みを行うことを義務化するものではなく、利用者の多い掲示板やポータルサイトなどを対象に、ユーザー登録の際に本人確認を厳密に行うことを義務付ける。「制限的本人確認制」とも呼ばれる。本人確認がおこなわれた直後は悪意のある書き込みが減少したが、3年後には導入前の水準になり、明確な効果は得られなかった。また、個人情報の流出が相次ぎ、韓国のメディア専門誌『メディア・オヌル』記者のイ・ジョンファンらがインターネット実名制の憲法違反訴訟を提起。2012年8月に違憲判決となり、約5年でインターネット実名制は廃止の方向となった。

### 事例
- 住民登録番号を導入（1962年）—朴正煕大統領の暗殺未遂事件で、首謀者とされた北朝鮮のスパイを割り出すため、住民登録番号を付与し、国民であることの証明書を持ち歩くよう義務付けた[47]。
- 住民登録証を発行（1968年）—2015年時点では表に氏名や住民登録番号、生年月日、現住所、発行区役所名などが記載され、裏面には指紋押捺欄がある[47]。
- 選挙運動期間に政治系サイトでインターネット実名制を導入（2003年）—「公職選挙法」第82条6項により、世論形成に強い影響を与える報道機関が運営する掲示板で、選挙時期に選挙に関する書き込みを行なう場合には実名での本人確認が義務付けられた[46][34][48]。韓国では2002年の第16代大統領選挙よりネットでの選挙運動が始まっていた[49]。
- 「I-PIN」施行（2006年）—住民登録番号の流出事件が相次ぎ、I-PIN（Internet Personal Identification Number）を導入[43]。
- インターネット実名制を導入（2007年7月27日）—「情報通信網利用促進および情報保護などに関する法律」で「制限的本人確認制」を導入。「アクプル(悪意のある書き込み)」の社会問題化と、女優のチョン・ダビン（Jeong Da-Bin）や歌手のユニ（Yuni）が誹謗中傷で自殺するなどの事件を受け[50]、本人確認ができた人のみ書き込みを可能とした。国家機関や地方自治体をはじめとする公共機関、および1日の平均訪問者数が30万人以上のポータルサイトなどを対象に実施[51][48][34]。ニュース記事に対するコメントや、ユーザーの質問にユーザーが答える「知識in」などでも適用。検索、Webメール、ブログ、同好会サービスなどの利用は適用外。本人確認の方法は、クレジットカード番号など各種カード情報で本人確認する「クレジットカード認証」、政府の委託機関などから発行される暗号化された電子文書「公認認証書」など。インターネット実名制の対象となったWebサイトには、確実に本人であることを確認でき、かつ個人情報が流出しない措置をとることが義務付けられた[51][52]。サイト管理者は、悪質な誹謗中傷が投稿され、名誉毀損やプライバシー侵害行為などの被害を訴えたい者がいる場合は、攻撃を行った人物の名前や住所などの個人情報を公開するとした[50]。
- インターネット実名制でサイトの人気に合わせ規制対象を変更（2008年）—年間訪問者10万人も規制対象に拡大された。また、人気Webサイトの入れ替わりに合わせ、対象サイトも変える対策をとった[53][34]。
- （2008年）—企業のオークションサイトから会員1860万人の住民登録番号、名前、住所などがハッキングにより流出[54]。
- インターネット実名制でYouTubeを除外（2010年4月）—YouTubeは一日訪問者が10万人を越え、2009年4月から実名制適用サイトとなったが、運営会社のグーグルが韓国国籍の使用者に限りアップロード機能を遮断し法の適用を避けてきた。グーグルはブログで「グーグルサービスでは表現の自由の権利が優先されなければならない」「特定国家の法律と民主的手続きの不在がグーグルの原則と大きく外れ、該当国家の法を遵守し使用者に恩恵を与える事業をとうてい営むことはできない」と実名制不服従を表明。チョ・ヘグン放送通信委員会ネットワーク倫理チーム長は「国外にインターネット住所地(ドメイン)を置いているサイト」を実名制適用外としたが、国内登録サイトとの逆差別を招く苦しい論理と指摘された[55][56]。
- （2010年）—中国人ハッカーがショッピングサイト7か所の会員情報650万人分を不正に入手し逮捕。他にも25のサイトから住民登録番号を含む個人情報2000万件が流出。また、クレジットカード会社「現代キャピタル」の会員情報から住民登録番号など175万人分を盗んだハッカーが、会社を脅迫して1億ウォンを要求[54]。
- （2011年）—ポータルサイト「ネイト」と「サイワールド」から3500万人の住民登録番号などの個人情報が盗まれる[54]。
- インターネット実名制をニューヨークタイムズが酷評（2011年9月4日）—『インターネット上で名前を明かす（Naming Names on the Internet）』と題した記事で、韓国のインターネット実名制は「マヌケ（lousy）なアイデア」と記載。匿名表記は個人情報を保護するだけでなく、アラブ国家の反政府デモのように政治に反対する意見を述べたり、企業の秘密を暴露する内部告白者にとって欠かせない手段であると主張。「インターネット実名制はより良いインターネット文化を形成するためのひとつの方法となり得るが、匿名性がオンライン上で起きるすべての問題や事件の原因になるとはいえない」と報じた[57]。
- インターネット「シャットダウン制」を導入（2011年11月20日）—16歳未満の青少年には午前0時から6時までの6時間、オンラインゲームの利用を禁止した。ゲーム会社は登録情報を元に青少年からのアクセスを強制的に排除する措置が義務付けられた[58]。違反すると2年以下の懲役、又は1千万ウォン（約75万円）以下の罰金の処罰となる。オンラインゲームを引き金とする死亡事件や、ゲーム中毒と診断される子供を持つ親たちからオンラインゲームに対する苦情が多く寄せられ、深刻な社会問題になっているとして、女性家族部が法案を発議・推進した。住民登録番号盗用、娯楽を強制的に禁止するという現代の禁酒法と思えるような手法、数ある娯楽の中でオンラインゲームだけが適用となる正当性、海外のサービスは対象外で韓国産のみ、囲碁・チェス・将棋など教育を目的とするゲームも対象となるなど、様々な問題が指摘された[59]。「オンラインゲーム宗主国」と呼ばれた韓国のゲーム産業だが、2015年に韓国経済研究院はシャットダウン制の導入で1兆1600億ウォン（約1300億円）の市場萎縮結果をもたらしたと分析。ウィ・ジョンヒョン中央大経営学部教授は「過度な規制で韓国ゲーム産業が中国に追い越される状況になった」と述べ[60]、大邱カトリック大学病院精神科のチェ・テヨウン教授は、「インターネット中毒とゲーム中毒を同一視するのは誤り」「科学的な診断基準が確立されていない」「社会、環境、ゲーム自体、家庭環境、心理的要因など様々な原因がある可能性があり、特に家族の問題に起因する可能性が高い」として、正確な治療ガイドラインの構築や、中毒防止のための戦略を提案していく必要性を述べた。ゲーム文化財団は「ゲーム没頭カウンセリングセンター」を韓国中央大学病院に設立し、これまで相談レベルで対応していた問題を専門的な治療レベルへと拡大するなど対策を取った[58]。
- インターネット実名制が違憲判決（2012年8月）—住民登録番号が大量に流出し、偽称は容易で、本人の識別が難しく、インターネット実名制に実効性がないという判断があり、廃止の方向で法改正が行なわれることとなった[46]。憲法裁判所は決定文で「不利益がむしろ大きくなった」「インターネット利用者が身分露出にともなう規制や処罰などを心配して表現自体をあきらめる可能性が高い」「IPアドレス追跡と刑事処罰、損害賠償などで十分に実現できる」とした[61][62]。海外のSNSには適用されないため韓国企業にだけ不利に作用することや、IT強国のイメージを傷つける恐れがあることから、2011年に韓国政府はインターネット実名制の廃止を検討していた[63]。
- （2014年）—大手クレジットカード3社（KB国民カード、NH農協カード、ロッテカード）から、韓国の人口の約2倍の約1億400万人分の住民登録番号などが流出。下請け会社の社員がUSBメモリーにコピーして持ち出し、一部を売りさばいていた[54]。預金の無事を確認しようと顧客が銀行に殺到した[45]。
- 選挙期間中のインターネット実名制に合憲判決（2015年7月30日）—選挙運動期間に報道機関のホームページや掲示板などに候補者や政党を支持・反対する文を載せる際、実名を確認するように規定した公職選挙法第82条6項に対し、合憲と判断した。2012年のインターネット実名制違憲判決で、公職選挙法のインターネット実名確認制も廃止することが望ましいと指摘。その後、中小報道機関は、実際の選挙期間に掲示板を一時的に閉鎖する悪影響が現れていた。憲法裁判所は「実名確認に得られる公正な選挙などの公益が、文の掲載を躊躇って利用者数が減少するなどの不利益よりも、はるかに大きい」とした[64]。

## プライバシーに関する欧米諸国の事例

### 事例
電子身分証明書＝eIDカードと記載
- エストニア：エストニアeIDカードの発行開始（2002年1月）—
- ベルギー：eIDカード開始（2003年）—12歳になると常に携帯を義務付けられる。年齢や国籍によって5種類。顔写真や性別、姓名、出生地、発行日などの個人情報が記載。インターネット上でも活用できるよう、「認証用」と「署名用」の2種類の電子証明書がICチップに組み込まれている[65]。
- アメリカ：遺伝子検査サービス「23andMe」提供開始（2006年）—民間の業者が一般消費者向けに提供する遺伝子診断[66]。
- アメリカ：「米国遺伝子情報差別禁止法」成立（2008年）—正式名称「Genetic Information Non-Discrimination Act：GINA」。連邦レベルで成立。遺伝子情報に基づく健康保険に関する差別（加入の資格や保険料の決定など）、雇用者による差別（雇用、解雇、仕事の割当、昇進や降格の決定など）が禁止された[66]。
- アメリカ：Googleが各国政府の検閲件数を発表（2010年）—2009年7月1日～2009年12月31日にかけて、YouTubeが政府から検閲を要求された件数を発表。発信者情報開示請求はブラジル3663件、アメリカ3580件、イギリス1166件、インド1061件、フランス864件、イタリア550件、ドイツ458件、スペイン324件、オーストラリア155件、アルゼンチン98件、ポーランド86件、日本44件、韓国44件、スイス42件、カナダ41件、イスラエル30件。情報の削除はブラジル291件、ドイツ188件、インド142件、アメリカ123件、韓国64件、イギリス59件、イタリア57件、アルゼンチン42件、スペイン32件、オーストラリア17件、カナダ16件、日本は10件以下。中国は「？」となっていた[67]。
- アメリカ：エドワード・スノーデンが国家安全保障局(NSA)の監視プログラムを暴露（2013年6月）[68][69]
- 盗難スマホのデータベースシステム完成（2013年11月27日）—モバイル無線通信に関する国際団体「Cellular Telecommunications and Internet Association(CTIA)」が発表。世界中の通信キャリアが参加可能[70]。2014年時点でスマートフォン盗難は殺人事件に発展するケースもあり、国を超えた対策が望まれる状況[71]。
- アメリカ：税還付のなりすまし詐欺が多発（2015年）—サイバー攻撃による個人情報流出で、アメリカ合衆国内国歳入庁（IRS）に不正アクセスと税還付詐欺が多発。300万件を阻止するも1万3千人分の被害[72]。
- オランダ：スマホ盗難ドキュメンタリー動画が話題（2016年12月13日）—オランダに住む映画学校の学生、Anthony van der Meerさんが公開[73][74]。
- アメリカ：Googleがプライバシーを保護する「ドローン飛行経路」設定技術を特許登録（2017年2月6日）—Googleがプライバシー保護のためのドローン飛行技術の特許（登録番号：US9262929）を米国特許商標庁に登録。人口密集度、イベント、交通混雑、建物、飛行禁止区域、地域の詳細情報、ドローン飛行が避けられるべき病院や動物園の位置、公演・スポーツ競技日程、地域住民のドローン飛行禁止要求などの事項を盛り込んだデータベースを用意し、プライバシーの侵害を最小化する飛行経路を設定する。また、目的地に正確に移動・到達するため多様なデバイスを搭載するとしている[75]。
- イギリス：顔認証システムが2300人を犯罪者と誤認（2017年9月～翌年5月）—南ウエールズ警察は、サッカー・チャンピオンズリーグ決勝戦での顔認証の実証試験の結果、最初に人相が一致した2470人中、2297人（約92%）に犯罪者の可能性があると誤って確定していたと報告。９ヵ月間で2000件のIDから450人を逮捕したが、誤認逮捕は１件もなかった[76]。
- ポーランド：eIDカード化を全国で開始（2018年1月）—ポーランド国民約3800万人の身分証明書はクラウド上に保存され、テキストメッセージで送られてくるコードを使って携帯電話の画面上に表示されるようになる[77]。利用できるのは18歳以上のポーランド国籍の人で、身分証明証が有効期限内であること、携帯電話のSIMカードがポーランドで登録されているものであることが必要。スマートフォンではなくても利用できる[78]。

## プライバシーに関する中南米の事例

### 事例
- ブラジル：リオのカーニバルで顔認証システムを試験導入（2019年3月）[79]

## プライバシーに関する中国の事例

### 概要
亜細亜大学大学院アジア・国際経営戦略研究科の田中信彦によると、中国ではプライバシー（隠私）について「現実的影響の大小で判断」する傾向があり、基本的に「便利になるか、ならないか」という基準だとする。「快適かつ安全な社会の実現はプライバシーに優先する」という中国社会のコンセンサスは独自のものとしている。
2019年現在、中国ではQR・バーコード決済サービスのアリペイやウィーチャットが普及している。どちらかのアプリに一定のお金がチャージしてあれば、日常的生活で現金はほぼ不要。買い物をする際、自分がどこで、何を、いくらで買ったのか、そのことを常にリアルタイムで監視・記録されるが、自分が不正行為の被害に遭ったり、売り手のミスで損害を被ったりすることを防ぐ効果のほうが重要だと感じ、個人情報の提供に安心感を得ている。
アリババグループの芝麻信用（ジーマクレジット）は、アリペイの支払い履歴のほか、学歴、職歴、マイカーや住宅など資産の保有状況、交遊関係などをポイント化。信用度を350～950点の範囲で格付けし、与信や金利優遇などの判断材料にするほか、本人にも公開する。950～700が「信用極好」、699～650が「信用優秀」、649～600が「信用良好」、599～550が「信用中等」、549～350が「信用較差(やや劣る)」。自分のランクが明らかになることで、「信用できる客」として遇されるメリットがあり、結婚情報サイトや就職でも活用されている。
これらの事例は「プライバシーは基本的権利であり守られるべき」という「どうあるべきなのか」を優先する、個人情報の公開に否定的な日本や欧米諸国と異なり、IT企業やwebサービスの急速な発展・普及に大きく影響している。政府と民間企業が協力して全ての国民の信用情報を収集・分析し、信用をテコに人々の行動を変えようとする動きが加速。信用が低いと何もできないが、信用が高ければ非常に暮らしやすい社会を意図的に構築する方針を掲げる。2016年12月に国務院（内閣に相当）は「個人信用体系建設の指導に関する意見」を発表し、芳しくない前歴があると航空機や高速鉄道などの利用が禁止され、移動には在来線やバスを利用しなければならず、前歴を隠しておくことも難しい、極めて厳しい措置をとった。2020年をメドに「社会信用体系の確立」を政策としている。
日本国際問題研究所客員研究員で現代中国研究家の津上俊哉は、国民監視は中国だけで行われているわけではなく、エドワード・スノーデンの告発のようにアメリカでも行われており、インドでも同様の動きがみられると指摘。国民の監視・統制のためいう単純なものでなく、「中国は決まりや約束を守らないのが最大の欠陥だ」という認識から出発し、矯正することを目指した一大運動で、政府主導で進めるところがパターナリスティック（家父長主義的）な中国共産党らしいとし、「こんなに便利で、効率的で、安全で、正直者がバカを見ない公正な経済・社会」は魅力的であるとしている。
プライバシーに関する炎上や、民間企業と政府の思惑の違いが表面化するなど、先行きは不明。一方で、いきすぎた監視体制の強化、宗教弾圧、人権侵害が問題化。
中国のインターネットには、グレート・ファイアウォールと呼ばれる検閲システム（香港とマカオの特別行政区を除く）があり、「ネット上に公開する名前はニックネーム可、アカウント取得には身分証による実名認証が必要」という「後台実名、前台自願（バックヤードは実名、フロントは希望制）」の原則を採用。政策に反対意見を言う者のブラックリスト化、アカウント削除、再登録の禁止などをウィーチャット（中国版LINE）や動画コメントにも適用し、サイト管理者はリアルタイムで書き込みを監視。違反した管理者に罰則を設けるなど規制を強化した。2018年4月時点で、アクセスが遮断されるのは中国政府に批判的な団体等、天安門事件などの当局にとって都合の悪いニュース、FacebookやTwitterなどのSNSサイト、アダルトサイト、YouTubeなどの動画サイト、日本のサイトではFC2、ニコニコ動画など。2018年時点で、中国政府は検閲を実施するために少なくとも5万人の職員を雇用し、大勢のソーシャルメディア操作要員が年間5億件の親政府コメントを投稿していると推測されている。
また、2009年からボーイズラブや風俗がテーマの小説作品の作家、個人サイト投稿者の逮捕・実刑が相次いでいる。2018年にはボーイズラブ小説作家が、7000万部で15万元（245万円）を売り上げたとして、性犯罪や殺害罪よりも重い10年6か月の判決を受け（女児監禁で懲役1年半、強姦で懲役3～5年、妻殺害で懲役6～7年）、「表現の自由の侵害」「同性愛差別」などの反論があがった。中国の刑法第367条には「ポルノを含む芸術的価値のある文学、芸術作品はわいせつ物とは見なさない」という規定があるが、どの作品が芸術なのかを決める客観的な指標はない。閲覧回数が2万回を越えた場合、オリジナルか転載かにかかわらず「わいせつ物伝播罪」となる。国内産AVは存在せず、所持や鑑賞も禁止されている。社会主義国の家族観では、夫婦は「国家に対し、次世代を担う子を産み、育てる」という義務を負っており、同性愛者など子を産むことができないカップルは、義務を履行できないため認められない。中国では同性愛を「非正常の性関係」として、インターネットの番組などで表現することを禁止。また、中国版ツイッターのウェイボーが2018年、同性愛にまつわる投稿を一斉に削除し大きな反発を招いた。
同性愛以外にも、「骨やアンデッドスケルトンの要素」「超能力」「SF」「タイムトラベル」「政治問題」「組織の内部腐敗」「警察や官憲が無能と感じさせるもの（探偵によるミステリーもの）」「権力者や金持ちを滑稽に描いたもの」「近代の英雄とされている人物を滑稽に描く表現」「外国人が勝ち、中国人が負ける（中国人が悪役）の話」「国家体制に対して疑問を抱かせるもの」など、規制される内容が多々あり、モンスターハンターなどのゲーム販売中止や同人誌即売会での逮捕も起きている。また、2018年時点で毎年34作品しか外国映画の公開を許可していない。厳格なガイドラインが設けられ、政府から許可が得られない場合は中国全土で公開が禁止される。『ゴーストバスターズ』『バック・トゥ・ザ・フューチャー』『スター・ウォーズ』『ダ・ヴィンチ・コード』などが上映不可となっている。2015年6月8日には、日本のアニメ『寄生獣』『進撃の巨人』『DEATH NOTE』『黒執事』『PSYCHO-PASS サイコパス』『ソードアート・オンライン』『東京喰種』などの38作品に対し、有害なコンテンツを提供したとして配信会社に警告・罰金などの処罰をした。海外作品はTVの放送時間も30%以下とするなど厳しく規制されている。
さらに、2017年～2018年にかけて、ウイグル族を収容所に大量拘束し、政治的な再教育を施す動きが急増。ウイグル人やほかの少数民族のイスラム教徒が最大100万人収容されているとされる。収容所は職業訓練センターをうたいつつ、足が地面に辛うじて着くくらいでつり上げられ、4日間一睡もさせず、中国共産党を称賛するよう強制し、海外の家族と連絡を絶つなど、漢族の支配を強めている。中央大学講師の水谷尚子は、主要な都市を含めば約10人に1人のウイグル人が収容所に入れられていると推測するが、政府による情報遮断で正確な情報が国外に出ず、裏を取るのが難しいとしている。アメリカ国務省のナウアート報道官は「我々はウイグル族の大規模な拘束と、空前のレベルでの監視を懸念している。中国にこの措置の停止と、拘束された人の釈放を求める」と訴えたが、中国外務省の陸慷報道官は「新疆ウイグル自治区の社会は安定し、経済も発展して、宗教の自由も享受している。これは中国の内政であり、外国が干渉する権利は無い」とした。

### 事例
- （1950年代）—新疆ウイグル自治区に漢族の入植政策を開始。ウイグル族は、政治・経済面で漢族の力が強まり、宗教政策も抑圧的だと反発。
- 「戸口本」配給（1958年）—「戸口登記管理条例」に基づき各家庭に配給。家族全員の生年月日、出生場所、民族、国籍等が登記記載されている。中国国籍を持つ中国公民の法的根拠となる[116]。
- 鉄道でX線検査機の荷物検査が普及（1990年代）[117]
- 「居民身分証」配布（1996年）—「居民身分証条例」に基づき、成人した中国公民各個人に発行される身分証明書。氏名・性別・民族・生年月日・住所・15桁の居民身分証番号・発行日・有効期限・番号・顔写真・本人の居住地の戸口登記機関の印章が記載。全ての中国公民は終生不変の個人番号をもつことになった[118]。
- 漢族による新疆ウイグル自治区への経済支配が大幅に強化（1990年代半ば）—新疆は石油や天然ガスなど資源の宝庫で、中央による公共事業投資が盛んなことから、中国本土からの移民が殺到。漢民族人口は90年からの20年間で65%増の伸びを見せ、2014年には900万人近くに達した[119]。
- インターネットを正式導入（1994年）[88]
- 海外映画の公開を年10本に制限（1994年）[105]
- グルジャ事件（1997年2月）—中国政府によるウイグル伝統文化復興の試みへの弾圧が続き、大規模なデモに発展。人民解放軍がデモ隊に向かって発砲し多数の死傷者が生じてデモは鎮圧されたが、再度デモが起こり暴力事件に発展。死者200名以上、約4000名のウイグル人が逮捕。
- 「金盾」計画の導入（2000年）[88]
- 海外映画の公開を年20本に制限（2001年）[105]
- 新「居民身分証法」施行（2004年1月）—常住戸口を持つすべての中国公民個人に対し、１対１で対応する終身不変の18桁の公民身分番号が割り当てられ、軍人等を除くすべての中国公民は常住戸口住所を所轄する公安局から居民身分証が発給された。
- 「アリペイ」開始（2004年12月）—アリババグループが提供するQR・バーコード決済サービス。
- 『World of Warcraft』の骨やスケルトンをゲームから削除（2004年11月）[96]
- 新疆ウイグル自治区ホータン市で抗議デモ（2008年3月）—
- 2009年ウイグル騒乱（2009年7月5日～7日）—広東省韶関市の玩具工場で2人のウイグル族が死亡、120人が重軽傷を負った漢族とウイグル族の乱闘事件を発端に、差別的政策に怒りを募らせていたウィグル人が新疆ウイグル自治区ウルムチ市で暴徒化した事件。死者197人、重軽傷者1700人超、逮捕者2000人余（8月10日時点）[120]。抗議運動以後、中国治安部隊によって未成年者を含む43名のウィグル人が拘束されたが、ヒューマン・ライツ・ウォッチは報告書で「強制失踪」と非難[121]。日本ウイグル連盟のトゥール・ムハメット会長は「ウルムチの街から1万人が突如、消えた。これは東トルキスタンを中国が占領してからの68年間で最も大規模な虐殺、弾圧だ」とする[122]。中国政府は大量の監視カメラを設置するなど、ウイグル族に対する締めつけを強化した[115]。
- 鉄道でボディチェック開始（2010年代）[117]
- 乗車券実名制を開始（2010年2月15日）—中国鉄道部がダフ屋対策として一部の列車と駅で導入[123]。
- オンラインゲーム実名制仮スタート（2010年8月1日）[124]
- 風俗サウナをテーマにしたネット小説の作者が逮捕（2010年9月26日）[91]
- ボーイズラブ小説をネット掲示板に転載した女性が逮捕（2011年1月）[89]
- 高速鉄道で乗車券実名制開始（2011年6月1日）—身分証明書あるいはパスポートの登録が必要[125]。
- 海外映画の公開を年34本に制限（2012年）[105]
- ウイグル族男性が自動車で北京の天安門へ突っ込み自爆（2013年10月）—死者5人と日本人を含む数十人の負傷者[119]。
- 「ウィーチャットペイ」開始（2013年8月）—テンセントが提供するQR・バーコード決済サービス。
- カシュガル近郊の村で一族14人が死亡（2013年12月）—田舎で暮らすウイグル族の農民は中国語が話せず、逃げ場も存在しない。結婚式の準備で集まっていたところを「不審な集会」と密告され、警官に踏み込まれて皆殺しにされた。花嫁の顔を覆うヴェールを警官が剥ぎ取ったことに親族が激怒し、つい手を上げたのが事件の発端ともいわれる[119]。
- 中国が敵の戦争ゲーム『バトルフィールド4』販売禁止（2013年12月26日）—中国文化部は「中国に対する文化的侵略で、国家の安全に害を及ぼす」として、中国国内におけるダウンロードコンテンツやパッチ、デモを24時間以内に削除するよう指示した[126]。
- 社会的な信用度をスコアとして数値化するシステムに政府が着手（2014年）[127]
- ネットショップで実名制を導入（2014年3月15日）—「ネット取引管理規則」を発表。個人でオンラインショップを開く場合、実名を義務化。インターネット上で模倣品を購入、発見した場合、関係者は同規則に基づき、ウェブサイト経営者や工商行政管理局にクレームできるとした[128]。
- ウイグル族数人が刃物で漢族を殺傷（2014年3月）—雲南省昆明市の駅前で29人の死者を出した。
- ウイグル族少年3人が射殺（2014年4月）—アクス地区でバイクに乗って信号無視をした17歳のウイグル族3人が警官と口論になり射殺[119]。
- ボーイズラブ小説をネットに投稿していた女性約20人を逮捕（2014年4月23日）[90]
- 海外作品の規制を強化（2014年11月）—①公開に許可が必要 ②前年度（14年）に新たにアップされた中国国産のドラマ・映画の数の30%以内に限られ、製作国やジャンルの多様化も図る ③海外のドラマ・映画は、健全で人を向上させる内容でなければならない など[113]
- 「芝麻信用」サービス開始（2015年）—アリババグループの関連企業アント・フィナンシャルサービスグループが開発した個人信用評価システム[127]。
- 日本のアニメ38作品が公開禁止（2015年6月8日）—『寄生獣』『進撃の巨人』『DEATH NOTE』『黒執事』『PSYCHO-PASS サイコパス』『ソードアート・オンライン』『東京喰種』などの38作品[108][109][110][111]
- アリペイに電子身分証機能を搭載（2016年）—使用できるのは湖北省武漢市のみ。
- 「個人信用体系建設の指導に関する意見」を発表（2016年12月）—過去の信用データの蓄積に基づいて、航空機や鉄道、列車などの利用に際して車両の損壊や車内暴力など問題行為のあった乗客、700万人以上に対し、チケットの購入禁止などの措置を実施。国務院は「今後の社会では信用は第二の身分証だ。失えば外出もままならなくなる」と強い警告を発した[81]。
- 「サイバーセキュリティー法」施行（2017年6月）—「サイバー空間主権と国家の安全」などを守るとし、情報ネットワークの運営者に利用者の実名登録を求めたほか、公安機関や国家安全機関に対して技術協力を行う義務などを明記[129]。ネット掲示板やニュースサイトなどコメント機能を持つウェブサイト、アプリに対し、中国の法律に違反する書き込みを禁止し、書き込みがあっても速やかに削除するよう規定した[130]。
- 鉄道駅に顔認証システムを設置（2017年）—治安対策だけでなく、顔パス乗車などにも活用[131][132]。
- 貴州省が「芝麻信用」と信用情報の利用協定を締結（2017年1月）
- ネット規制を強化（2017年10月1日）—「インターネットユーザーのパブリックアカウント情報サービス管理規程」「インターネットユーザーのグループ情報サービス管理規程」施行。掲示板、BBS、動画コメント、ウィーチャット（中国版のLINE）に規制を拡大。実名制の徹底、個人情報の収集と適切な管理、すべての公開情報をリアルタイムで監視、違法なコンテンツの削除に加えて、風紀を乱す発言や政策に反対するユーザーのアカウント停止、再度登録の禁止、自治体による運営者の信用記録とブラックリスト管理制度の評価を求めた[87][86]。
- 「電子身分証」の試験運用開始（2017年12月）—中国公安部第一研究所が国家プロジェクトとして進行。中国広州市公安局、中国建設銀行など約10機関が、広州市南沙にインターネットと警察業務を組み合わせた「微警雲(クラウド)連盟」を設立。これに合わせてウィーチャットに今までの身分証カードを電子版としてオンライン化する機能を追加。スマホで「個人情報」と「自分の顔のスキャンデータ」をアップロードし、AIによる顔認識技術を利用する。IDを乗っ取られた場合には身分証カードのデータを全て削除する機能等を実装し、携帯用身分証の紛失時に備え、自動削除機能が設けられた。「軽量版」と「アップグレード版」の二種類があり、「軽量版」はインターネットカフェ等での身分提示といった日常生活での身分証明に使用され、「アップグレード版」は法人登記等、ビジネスシーンなどでのより厳格な身分証明が必要とされる時に使用する[118]。電子身分証を提示する場合、顔認証と声紋認証をクリアしないかぎり身分証が呼び出せない仕組みとなっている[133]。
- 「電子身分証」が全土で展開（2018年1月）
- アリペイに利用者からの抗議が殺到（2018年1月3日）—芝麻信用が得た個人情報をほぼ自由に他者に提供、活用される規約に同意する仕掛けを弁護士が指摘。SNS上で炎上し、運営会社アント・フィナンシャルサービスグループは「悪意はなかったが愚かの極みだった」と謝罪声明を発表し、画面上の文言を削除した[82]。
- 「百行征信有限公司（信聯）」の設立（2018年1月3日）—過去の借り入れや返済などの客観的な記録を信用情報とする中国人民銀行と、個人の購買履歴、交友範囲、学歴、資産状況などの分析を信用情報とするアリババグループ、テンセントなどの信用情報調査会社8社の意見の相違から、業界団体と8社をまとめた企業横断、全国統一の民間信用情報調査会社を設立。収集する情報は「最低限、適切なもの」で、個人の貸借記録のほか本人確認に必要な情報のみ、その用途も金銭貸借などの経済行為に限られる。収集した情報を結婚や社交（メンバー加入の資格審査）など金銭貸借と関係のない用途に使うことを禁止し、収集した情報の活用には毎回、個別に本人の承諾が必要で、情報は5年ごとに更新されるとした[82]。
- ドイツの研究者Adrian Zenzが新疆ウイグル自治区の収容所を指摘（2018年1月）[115]
- ネット規制を強化（2018年3月20日）—「ミニブログ情報サービス管理規定」施行。全国人民代表大会常務委員会は2012年にSNSの実名登録方針を決めたが、実名登録が進んでいないサービスもあった。短文や写真、映像を投稿するSNSの運営企業に対し、6カ月内の投稿内容の保存を義務付け、投稿者の実名や身分証番号、携帯電話番号の確認も求めた。違反企業を法律などに基づき処分する[134]。
- 監視カメラの顔認識で6万人の中から指名手配犯を逮捕（2018年4月7日）[135]
- 海外の盗難文化財データベースを発表（2018年4月23日）—海外の盗難文化財が中国に持ち込まれ流通するのを防ぐ目的。中国国家文物局（文化財局）は「文化財の輸出入審査を行う各当局や各省級文化財当局に、海外の盗難文化財の疑いがある文化財の輸出入や流通の監督・管理を強化するよう指示する」とした[136]。
- ヒューマン・ライツ・ウォッチが中国政府を批判（2018年6月）—「罪のないウイグル族の人々が恣意的に拘束されている」と中国政府を批判。拘束されている人の速やかな釈放を求めた[115]。
- 実写版映画「くまのプーさん」の公開禁止（2018年8月）—禁止されたのは『Christopher Robin（プーと大人になった僕）』。2013年、習近平中国共産党総書記がバラク・オバマ米大統領と歩く画像がプーさんとティガーが並び歩く画像と一緒に投稿され、プーさん＝習近平総書記のイメージができ、反政府の象徴となったため、中国検閲当局はプーさんの画像、動画、言及、ネタをいじったアメリカのコメディアンに関するものの投稿をブロックしていた。『ハリウッド・リポーター』は中国が年間の海外映画本数を34本に制限している点を指摘し、ほかにヒットしそうな映画があるからではとした[137][104][138]。
- 『モンスターハンター・ワールド』販売差止（2018年8月13日）—テンセントはゲームに変更を加え、3月に中国販売の認可を受けていた。100万件以上の予約が入っていたが全額返金された。認可の下りたビデオゲームが発売禁止になるのは極めてまれ[139]。
- AFP通信がウイグル強制収容所の詳細を報道（2018年10月）[114]
- 女性ボーイズラブ作家に懲役10年6か月の判決（2018年11月）[93][95]
- オンラインゲーム規制を強化（2018年11月）—子供や青年の近視の予防と管理を強化するため、新しいインターネットのオンラインゲーム事業者の数を国が示す条件の下で制限。家庭向けには野外での運動を奨励するとともに、未就学児に1日1時間以上の使用を禁止。学校では個人の携帯電話、タブレット、その他の電子製品の持ち込みを禁止した[140]。
- 日本のバックパッカーが新疆ウイグル自治区をレポートし話題（2018年11月5日）—約20mおきに最新式のカメラが設置され、アサルトライフル等で武装した警官が一定間隔で立つ。改札では警官に尋問され、手荷物検査、旅券登録と写真を撮影。商業施設、バザールなどに入る際に手荷物検査。ウイグル人はそれに加えてIDの提示と、顔認証が必要。モスクは封鎖され商業施設に転用するなど礼拝堂として機能せず、ウイグル人の店は中国国旗を掲げるか、鉄格子がかけられていた[141][142]。

## プライバシーに関する日本の事例
法律や話題になった事件を中心に、プライバシーに直接関わる裁判は判決日、法律は施行日、立法・法改正に間接的に関わる出来事は発生日を元に記載する。監視カメラなどの設備、セコムなどの会社はそれぞれの該当記事を参照。

### 明治（1868年10月23日～1912年7月30日）
- 「刑法」施行（1908年10月1日）—犯罪に関する総則規定および個別の犯罪の成立要件や刑罰を定める法律。六法のひとつ。2001年にクレジットカードの磁気情報を不正にコピーするスキミングに対処すべく、刑法の部分改正が行われ、支払用カード電磁的記録不正作出罪（刑法163条の2以下）が新設された[143]。

### 大正（1912年7月30日～1926年12月25日）
- 通称「旧少年法」成立（大正14年4月17日）—「少年」の定義は18歳未満、死刑適用限界年齢は16歳以上。

### 昭和（1926年12月25日～1989年1月7日）
- 「少年法」成立（1948年7月15日）—1922年（大正11年）に制定された「旧少年法」をGHQの指導の下に全面改正し、「少年」の定義が18歳未満から20歳未満に引き上げられた。また、家庭裁判所が設けられ、少年はまずそこに送られ、刑事か保護処分かが決まるようになった[144][145]。少年法61条では、少年が起こした犯罪について、氏名など加害者本人を特定する「記事又は写真を新聞紙その他の出版物」の報道を認めていないが、罰則規定はなく、インターネットは含まない[146]。
- 東京都が「迷惑防止条例」を制定、全国に拡大（1962年）—条例は地方公共団体が国の法律とは別に定める自主法。自治体ごとに名称、禁止・規制事項、罰則などが大きく異なる。制定当初はぐれん隊（愚連隊）による粗暴行為の防止に重点が置かれていたが、現在では、ダフ屋、痴漢、ストーカー、ピンクビラ配布、押売、暴力、盗撮、のぞき、客引き、スカウト、悪臭行為なども禁じている。
- 三島由紀夫『宴のあと』事件（1964年9月28日判決）—日本初のプライバシー権の裁判。「プライバシーの侵害」が流行語となり[147]、毎日放送の番組審議室によると「この物語はフィクションです」の掲示が普及する発端となった[148]。
- 前科照会事件（1981年4月14日判決）—京都市中京区長が犯罪歴を開示した事件。解雇をめぐってある会社と従業員男性が争っていた際、会社の弁護士が区役所に前科を照会し、回答した京都市長に過失があったとして、従業員男性が自治体に対し500万円の損害賠償などを求める裁判を起こした。照会を必要とする理由や回答の必要性等を考慮せず、漫然と回答した自治体に過失があるとして、25万円の損害賠償が命じられた。最高裁では「前科等は人の名誉、信用に直接にかかわり、みだりに公開されないという法律上の保護に値する」「弁護士会照会の取り扱いには格別の慎重さが要求される」とし、弁護士会照会に応じて前科等の回答が許される例として「前科等の有無が訴訟等の重要な争点となっていて、市区町村長に照会して回答を得るのでなければ他に立証方法がないような場合」を挙げた[149][150]。
- 永山則夫連続射殺事件（1968年10月11日～11月5日、1990年4月17日判決）—19歳の少年が社会への復讐のため、アメリカ海軍・横須賀海軍施設に侵入して盗んだ拳銃で4人を射殺した事件。逮捕当初から実名報道された。1990年4月17日の最高裁で死刑判決が確定。最高裁が最初の上告審判決で死刑の選択基準を示した。第二次世界大戦後に発生した少年犯罪で死刑が確定するのは、昭和に発生した事件では最後となった。
- ノンフィクション『逆転』事件裁判（1981年4月14日判決）—1964年に起こった傷害致死事件を取材した伊佐千尋のノンフィクション作品『逆転』で実名記載された人物が、「知られたくない前科を書かれ精神的苦痛をこうむった」とし、慰謝料300万円を請求する民事訴訟を起こした事件。最高裁は前科照会事件を引用し、「前科等に関する事実を公表されないこと」「（前科等に関する事実の公表によって）社会生活の平穏を害されたり、更生を妨げられたりしないこと」を法的に保護されるべきと認めた。さらに「前科等にかかわる事実を公表されない法的利益」と「前科等にかかわる事実につき実名を使用して著作物で公表する必要性」を比較し、前者が優越する場合のみ損害賠償を求めることができるとして、例外的に前科等の事実の公表が許される場合があるとし[151]、著者に50万円を支払うよう命じた。
- フライデー襲撃事件（1986年12月9日発生、1987年12月22日判決）—お笑いタレントのビートたけしと親密交際していた専門学校生の女性に対し、『フライデー』の契約記者が頸部捻挫、腰部捻傷で全治2週間の怪我を負わせたことで、たけし軍団ら12名が講談社の編集部を襲撃した事件。たけしに懲役6か月と執行猶予2年、記者は罰金10万円の判決を受けた。
- サンケイ新聞事件（1987年4月24日）
- 女子高生コンクリート詰め殺人事件（1988年11月25日～1989年1月4日発生、1991年7月12日判決）&mdash埼玉県三郷市内の路上で通りすがりの17歳の女子高生が、16～18歳の不良少年グループに拉致され、東京都足立区綾瀬の加害者宅に約40日間にわたって監禁され、暴行・強姦を受け続け、集団リンチを受けて死亡、遺体をコンクリート詰めにされて遺棄された事件。「わが国の犯罪史上においても、稀にみる重大かつ凶悪な犯罪」と言われた[152]。別件の余罪追及で事件が発覚。事件発覚直後に発売された『週刊文春』が、少年法への問題提起として加害者少年らを実名報道し物議を醸した[153][154][155][156][157]。週刊誌の報道に触発される形で、インターネット上で事件の加害者や事件関係者の実名や行方を突き止めようとする動きが勃発し、事件とは無関係な人物も標的にされた（スマイリーキクチ中傷被害事件）。

### 平成前半（1989年1月8日～2003年12月31日）
- 通称「子どもの権利条約／CRC／UNCRC」が国内で効力発生（1994年5月22日）—正式名称「児童の権利に関する条約」。英語名「United Nations Convention on the Rights of the Child」。1990年9月21日署名。この条約の「児童」は「18歳未満のすべての者」を指す。誕生日を迎えた18歳の学生は含まない。
- 神戸連続児童殺傷事件／酒鬼薔薇事件／酒鬼薔薇聖斗事件（1997年5月27日事件発覚、6月28日逮捕）—神戸市須磨区の中学校正門に切断された11歳男児の頭部が放置されたのを発端とした連続殺傷事件。耳まで切り裂かれた男児の口には「酒鬼薔薇聖斗（さかきばらせいと）」名の犯行声明文が挟まれており、残虐さと特異さから全国に報道された。6月4日に犯人から第二の犯行声明文が神戸新聞社に郵送され、報道は過熱。警察の捜査により6月28日に逮捕。マスコミが報じていた推定犯人像（がっちり体型の30～40代）と異なり、犯人が14歳の中学生であったこと、連続殺傷事件であったことが判明した。少年審判は非公開で、冤罪疑惑もある[158][159]。2015年4月『文藝春秋』に家裁審判決定の全文が掲載された[160][161][162]。事件当時『FOCUS』や『週刊新潮』が実名と顔写真を掲載。17年後の2015年、『週刊ポスト』が当時の実名と顔写真を掲載し[163]、2016年には『週刊文春』が現在の写真を複数枚載せる[164]など、賛否両論となった。「心の闇」や「透明な存在」という言葉が社会に広まるきっかけとなった[165][166][167]。
- SMAP裁判事件／SMAP追っかけ本事件（1998年11月30日判決） — ジャニーズ事務所のSMAP、TOKIO、V6など人気グループのメンバー計18名が、自宅や実家の住所、建物の写真等が掲載された書籍（ジャニーズ同窓会著「ジャニーズおっかけマップ・スペシャル」）の出版によってプライバシーが侵害されたとして、鹿砦社に対し書籍の出版差止めを求めた裁判。東京地裁は出版差止請求を認めた。『宴のあと』事件で裁判所が示した事項が認められる基準として「①私生活上の事柄であること」「②一般人の感性を基準にして公開を欲しないであろうと認められる事柄であること」「③一般の人々に未だ知られていない事柄であること」を挙げ、自宅等の所在地情報はプライバシーであり、公表はプライバシー侵害であるとした[168][169]。
- 桶川ストーカー殺人事件（1999年10月26日） —女子大学生が元交際相手の男を中心とする犯人グループから嫌がらせ行為を受け続け、埼玉県桶川市のJR東日本高崎線桶川駅前で殺害された事件。「ストーカー規制法」成立の発端となった。
- 通称「児童ポルノ禁止法／児ポ法」施行（1999年11月1日）—正式名称「児童買春、児童ポルノに係る行為等の規制及び処罰並びに児童の保護等に関する法律」。1996年にストックホルムで開催された「第1回児童の商業的性的搾取に反対する世界会議」で、日本人によるアジアでの児童買春、ヨーロッパ諸国で流通している児童ポルノの8割が日本製と指摘され厳しい批判にあったこと、日本で援助交際が社会問題化していたことで成立した。「児童」は18歳未満の未成年を指し、「児童との性交渉・性交類似行為にあたるもの」「児童が生殖器を触るなどの行為を撮影したもの（性的に刺激するもの）」「服の一部を着ていない状態で、性器や臀部・胸部などが強調されたもの（性的に刺激するもの）」が「児童ポルノ」となった。
- 通称「不正アクセス禁止法」施行（2000年2月13日）—正式名称「不正アクセス行為の禁止等に関する法律」。
- 通称「ストーカー規制法」施行（2000年11月24日）—正式名称「ストーカー行為等の規制等に関する法律」。規制対象となる行為は、恋愛感情などの好意の感情に基づくものに限定される。恨みやねたみなど「悪意の感情」に基づくストーカー行為は、都道府県の定める「迷惑防止条例」で規制される。
- 「刑法」一部改正（2001年）—クレジットカードの磁気情報を不正にコピーするスキミングに対処すべく、刑法の部分改正が行われ、支払用カード電磁的記録不正作出罪（刑法163条の2以下）が新設された[143]。
- 改正「少年法」施行（2001年）—神戸連続児童殺傷事件、光市母子殺害事件、西鉄バスジャック事件、大分一家6人殺傷事件などの少年犯罪を受け、52年ぶりに少年法が改正[145]。刑罰の対象年齢が16歳以上から14歳以上に引き下げられ、被害者を死亡させた16歳以上の少年は原則として刑事処分相当として検察官へ逆送致する規定も盛り込まれた[170]。
- 通称「情報公開法」施行（2001年4月1日）—正式名称「行政機関の保有する情報の公開に関する法律」。
- 通称「プロバイダ責任制限法／プロバイダ責任法」施行（2002年5月27日）—正式名称「特定電気通信役務提供者の損害賠償責任の制限及び発信者情報の開示に関する法律」。ネット上で誹謗中傷などの被害を受けた場合、被害者に「送信防止措置請求」ができる権利、誹謗中傷などを行った犯人を特定するために、被害者がサイト管理者などに対して「発信者情報開示請求」ができる権利を認めた。開示される情報は「情報発信者の氏名または名称」「住所」「メールアドレス」「IPアドレス」「侵害情報が送信された年月日と時刻」となっている。インターネットの書き込みは、「迷惑だ！即刻削除してくれ！」という意見と、「みんなの利益となり、公にして是正すべくネットに載せた」という意見が対立する。削除すれば「表現の自由の侵害」、削除しなければ「名誉棄損に加担した」など、プロバイダは板挟みとなる。よってプロバイダの損害賠償責任を制限し、対策しやすいよう定めた。「プロバイダ」はインターネットサービスプロバイダに限らず、電子掲示板のサイト管理者などを広く含む[171]。
- 堺市通り魔事件実名報道裁判（1998年1月8日事件発生、2000年2月29日判決）—大阪府堺市で起こった殺人事件。上半身裸になった19歳の無職の男が、登校中だった女子高校1年生(15歳)の服をつかみ、背中など4か所を所持していた包丁で刺し、逃亡する女子高生を追いかけ、幼稚園の送迎バスを待っていた女児(5歳)と母親の背中を刺し、女児は死亡、女子高生と母親は重傷を負った。男はシンナー中毒で、事件当日も吸引して幻覚状態だった。『新潮45』が全16ページの「『幼稚園児』虐待犯人の起臥」のルポルタージュを掲載。少年の生い立ちから犯行に至る経緯、家族関係、中学校卒業時の顔写真、実名を掲載した。記事の後には、実名報道と顔写真を掲載した新潮45編集部の見解を記した。少年側が実名を報じた『新潮45』と著者の髙山文彦を民事、刑事で訴えたが、大阪高裁は少年法61条について、罰則を規定していないことなどから、表現の自由に優先するものではなく、社会の自主規制に委ねたものであり、表現が社会の正当な関心事で不当でなければ、プライバシーの侵害に当たらない、と条件付きながら実名報道を容認する判断を示した。加害者が未成年であっても、場合によっては実名報道出来るとする初めての判決となった[172][173]。
- 柳美里「石に泳ぐ魚」事件（1994年12月訴訟、2002年9月24日判決）—柳美里のデビュー作『石に泳ぐ魚』で副主人公のモデルとなった顔に障害をもつ友人の女性が、無断で小説のモデルとされプライバシーや名誉を傷つけられたとして訴えた事件。原告側は、モデルに事前に許可をとるか徹底的に話し合って書くべきと主張。被告側は、小説はあくまで「虚構」であり登場人物と現実の人間は異なると主張した。最高裁にて「２審が出版差し止めを命じたことは、表現の自由に違反しない」とし上告が棄却され、柳氏側敗訴が確定した。小説の出版差し止めは戦後初。判決確定から一ヶ月後の10月31日に、モデルとなった原告女性の周辺情報や腫瘍のある顔について直接的に描写した箇所を修正した改訂版を刊行した[174][175]。
- 名古屋アベック殺人事件（1988年2月23日～25日、1996年12月16日判決）—愛知県名古屋市緑区の大高緑地公園の駐車場で、デート中だった男性(当時19)と女性(同20)を暴行し、現金2万円を奪った上、女性を強姦。その後、ロープで数十分かけて2人を絞殺し、三重県内の山林に死体を遺棄した事件。加害者は20歳から17歳までの6人の男女[176]。一部マスメディアが未成年者である加害者少年らの実名報道に踏み切った。
- 損害賠償請求事件（2003年3月14日判決）—大阪・愛知・岐阜連続リンチ殺人事件と堺市通り魔事件の週刊誌の実名報道に対し、少年法61条が問題となった事件。最高裁にて、禁じられのは不特定多数の一般人を対象とした「記事又は写真を新聞紙その他の出版物」であり、事件関係者や近隣住民ではなく、指名手配者や逮捕者は含まないとした[177][178]。
- 「出会い系サイト規制法」施行（2003年9月13日）—正式名称「インターネット異性紹介事業を利用して児童を誘引する行為の規制等に関する法律」。児童の犯罪被害防止を目的に、犯罪者に利用されやすく18歳未満の未成年（児童）にとって危険な役務を提供している事業者に対して一定の規制が課されることとなった[143][179]。

### 平成後半（2004年1月1日～）
- 久保田紀昭弁護士キャバクラ通い報道事件（2004年2月19日判決）
- 田中真紀子長女記事出版差し止め事件（2004年3月16日判決）
- 「児童ポルノ禁止法／児ポ法」一部改正（2004年）—児童ポルノの媒体が電磁的記録に拡張され、サイバー児童ポルノが正面から処罰できるようになり、犯罪類型も整理され、法定刑も加重された[143]。
- コンピュータソフトウェア著作権協会（ACCS）個人情報流出事件（2005年3月25日）—元京都大学研究員がACCSのWebサイト上にある入力フォームのCGIプログラムに脆弱性を発見。これを利用して個人情報のログファイルを引き出し、セキュリティイベントのプレゼンテーションで手法を公開し、個人情報の一部をイベント参加者がダウンロードできる状態に置いた事件。東京地裁は「不正アクセス禁止法」違反で懲役8カ月、執行猶予3年（求刑・懲役8カ月）を言い渡した。元研究員は、「不正アクセスにはあたらない。イベントで脆弱性を公開したのは、プログラムの修正を促し、ネット社会の安全性を高めるため」など無罪を主張していたが、「FTPのアクセス制御を回避した不正アクセス行為。イベントで脆弱性を公開したのは自らの技術を誇示するためで、IT社会の発展を妨げることは明らか」として有罪判決を下した[180]。
- 通称「個人情報保護法」施行（2005年4月1日）—正式名称「個人情報の保護に関する法律」。
- 改正「少年法」施行（2007年11月1日）—長崎男児誘拐殺人事件、佐世保小6女児同級生殺害事件を受け、主に3点が改正[145][170]。「①14歳未満の触法少年事件への警察の調査権限付与と少年院に収容できる年齢を『14歳以上』から『概ね12歳以上』と引き下げ」「②在宅のままなされる保護観察処分について『遵守事項違反＝生活上の約束違反』を理由とする少年院送致を設けた」「③一定の重大事件に限定して国選付添人制度を設けた」[181]。
- 「少年法の一部を改正する法律」成立（2008年6月11日）—2004年に「犯罪被害者等基本法」が成立したことを受け[145]、原則非公開の少年審判を被害者や遺族が傍聴できるようにした。加害者が12歳以上で、殺人や強盗致死傷、危険運転致死など、被害者の生命に重大な危険を生じさせた事件に限られる。被害者側から傍聴の申し出が必要[182]。
- スマイリーキクチ中傷被害事件一斉摘発（2009年2月5日）—お笑いタレントのスマイリーキクチが女子高生コンクリート詰め殺人事件の実行犯であるとするなどの誹謗・中傷を受けていた問題で、全国で初めてインターネットの炎上に対する一斉摘発が行われた。警視庁中野警察署は17～45歳の男女計18人を名誉棄損の疑いで書類送検。また、脅迫容疑で川崎市の会社員の女(29)を書類送検した[183][184][185][186][187]。
- 通称「裁判員法」施行（2009年5月21日）—正式名称「裁判員の参加する刑事裁判に関する法律」。裁判員や候補者が誰かということを「公にしてはならない」と定めている。法務省刑事局は「公にする」の意味を「不特定または多数の人が知りうる状態におく」と解釈。家族内や職場で机を並べる同僚に伝えるくらいは「特定少数」だが、街頭の集会で自分が選ばれたと明かしたり、ネットの掲示板で明らかにしたりすれば、「不特定」の人が知りうるのでアウトとなる。ただし規定に罰則はなく、違反しても罪に問われない。また、裁判員でなくなった後、自分が裁判員だったと公にすることは禁じられていない[188]。
- 石巻3人殺傷事件（2010年2月10日、2016年6月16日判決）—宮城県石巻市で、18歳の少年が後輩の少年(17)を引き連れ、交際相手の17歳の女性の実家に上がり込み、女性の姉(20)や友人女性(18)を持参した牛刀で刺殺したのち、姉の知人男性(20)の胸を刺して重傷を負わせ、交際相手を車で連れ去り、約6時間後に逮捕された事件。ふたりは一緒に暮らした時期があり生後4カ月の娘もいたが、女性はドメスティックバイオレンスに悩み実家に戻っていた[189]。最高裁は上告を退け、裁判員裁判の少年事件で初めて死刑が確定。「社会の関心が高いことや、判決で元少年の死刑が確定することになり、社会復帰して更生する可能性が事実上なくなったと考えられる」など、死刑確定後に実名報道が相次いだ[190]。上智大学文学部新聞学科の田島泰彦教授は「死刑の確定は実名報道とは関係ない。その犯罪が重要で、実名を知らせるべきと思えば報じればいい。死刑判決や更生可能性がなくなったからというだけで実名にするのは、あまりに機械的で思考停止」とした[191]。
- 「刑法」改正（2011年）—サイバーポルノ（わいせつな電磁的記録）に関して刑法175条（わいせつ物公然陳列罪）が大きく改正。コンピュータ・ウイルス作成罪を新設（刑法168条の2）[143]。
- アプリ「カレログ」問題（2011年8月29日～2012年]0月10日）
- 「不正アクセス禁止法」一部改正（2012年5月）—IDとパスワードを入力させてだまし取るフィッシング行為や、ネットバンキングの不正送金事件、政府機関へのサイバー攻撃などの犯罪が後を絶たなかったため、処罰規定がなかったフィッシング行為を摘発対象としたほか、IDの不正取得やそれを保管する行為、他人のID・パスワードを提供するなど不正アクセス行為を助長する行為も罰則付きで禁止するなど規制を強化。違反すると、1年以下の懲役または50万円以下の罰金が科せられることになった[192][193]。
- Googleストリートビュー洗濯物事件（2012年7月13日判決）— 自宅ベランダに掛かっていた洗濯物（「下着や洋服」と主張）の画像がインターネット上で公開されプライバシーが侵害されたとして、グーグル（日本法人）に対し慰謝料の支払いを求めた裁判。福岡高裁は「画像は居室やベランダの様子を特段に撮影対象としたものではなく、公道から周囲全体を撮影した際に写り込んだものであり、一般人を基準とした場合には、私生活の平穏が侵害されたとは認められない」とした[194][195]。
- 逗子ストーカー殺人事件（2012年11月6日発生）—神奈川県逗子市で度重なるストーカー被害のすえに女性が殺害された事件。被害女性は仕事先でもペンネームを使い、住まいを都内から逗子市に移し、警察に相談していた[196]。捜査員が2011年6月に脅迫容疑で元交際相手の男性を逮捕した際、女性の結婚後の本名や住所が記載されている逮捕状を読み上げたこと[197]をヒントに、加害者の男は複数の探偵を雇い[198]、また善意の人間による疑問提示を装いYahoo!知恵袋で女性の情報収集をし、居場所を見つけたとされる[199]。また女性は住民基本台帳の閲覧制限を申請していたが、情報端末に職員以外のアクセスログがあり、殺人事件との明確な因果関係は認められなかったものの、逗子市は守秘義務違反で110万円の罰金となった[200][201]。殺害前には約2週間の間に1089通の脅迫メールを送りつけていたが、メールが「ストーカー規制法」の対象外であることも問題視された[202][203][204]。
- 通称「マイナンバー法」成立（2013年5月31日）—正式名称「行政手続における特定の個人を識別するための番号の利用等に関する法律」。消えた年金問題の発覚を受けて、社会保険を一括管理する方法として個人番号の重要性が注目されるようになった[205]。
- 改正「ストーカー規制法」施行（2013年7月）—逗子ストーカー殺人事件を受け、メールの連続送信をつきまとい行為として禁止することを規定した。SNSを悪用したつきまといは規制対象外となった[206]。
- 遠隔操作アプリ「ケルベロス」監視事件（2013年7月16日発生）—広島県東広島市の中学校教諭が、元交際相手の女性のスマートフォンに遠隔操作アプリ「Cerberus（ケルベロス）反盗難」をインストールし、日常生活を監視していた事件。「不正アクセス禁止法」違反容疑で逮捕、起訴された[207]。「スマホをなくしたときに便利だよ」と遠隔操作の恐れなどを伏せたままアプリをインストールし、ログイン情報などを取得し、パソコンを通じて女性のスマホを遠隔操作し、666回の音声録音や399回の通話履歴確認、写真撮影やメール送信などを行った。犯罪の発覚は被害女性が「自分が送信した覚えのないメールが友人に届いている」と警察に相談したことだったが、盗難者がアンインストールすることを防ぐため「アプリ一覧から表示を隠す」という機能があり、知らずにアプリを仕込まれていれば被害者が動作に気付くのは非常に困難とされた[208]。
- 三鷹ストーカー殺人事件（2013年10月8日発生）—東京都三鷹市で発生した殺人事件。トラック運転手の男性が、元交際相手の女子高生にストーカー行為を繰り返したのち刺殺した。リベンジポルノの関連法案成立の発端となった。
- ベネッセ個人情報流出事件（2014年7月9日）—約3000万件の顧客情報が名簿業者に売られていた[209]。
- 改正「児童ポルノ禁止法／児ポ法」施行（2014年7月15日）—児童ポルノは販売・提供する側のみが処罰の対象となっていたが、性的好奇心を満たす目的での単純所持も処罰の対象となった。一年以下の懲役又は百万円以下の罰金となる。また、インターネット上に児童ポルノをアップした場合には五年以下の懲役か五百万円以下の罰金、もしくは併科となった。ただし、知らずにダウンロードしてしまったものは性的欲求を満たす目的がないため、処罰の対象外となる[210]。さらに、盗撮による児童ポルノ製造罪に３年以下の懲役又は300万円以下の罰金が科せられる[211]。18歳未満と思われる児童を対象として、性的な創造が記述されている漫画やアニメである場合は単純所持とされる可能性は低いが、インターネットなどで創作物を公開すればわいせつ物頒布罪として問題になる可能性がある。また「昔にダウンロードした記憶があるが削除して今は一切見ていない」というようなケースでは、逮捕される可能性は非常に低くなる[210]。改正案には賛否あり、「ティーン男性アイドルの上半身裸の写真なども定義に当てはまる可能性が高く、捜査当局の恣意的な判断で『逮捕』と『見逃し』を選別することになりかねない」「定義があいまい。対象物をどう思うかで、児童ポルノになったりならなかったりするのはおかしい」「捜査機関は『性的好奇心をみたす目的』という人の心を読み当てられるとは思えず、目的や理由が不明な段階でも捜査を行う可能性がある」「最初の改正案ではエロチックなマンガやアニメなどが追加規制の検討項目に入っており、規制ではなく、多様な価値観・文化として許容できる社会が望ましい」などの反対意見が挙がった[212][213]。
- 光市母子殺害実名本裁判（1999年4月14日事件発生、2012年2月20日死刑確定、2014年9月25日判決）—山口県光市内の新日本製鐵光製鐵所社宅アパートで、18歳の少年が23歳の主婦を殺害、屍姦。その娘である生後11か月の乳児を殺害し、財布を盗んだ事件。事件から約13年後、加害者が30歳となった2011年に最高裁で死刑が確定し[214]、共同通信、時事通信、朝日新聞、読売新聞、日本経済新聞、産経新聞など多数の地方紙が実名報道に切り替え、NHK、日本テレビ、TBS、フジテレビ、テレビ朝日などテレビでも実名報道がなされた[215]。少年事件で死刑が確定するのは、永山則夫連続射殺事件以降6人目。犯行時18歳30日での死刑確定は最も年少。また、死刑確定前の2009年10月1日に、実名や顔写真を掲載した『福田君を殺して何になる』が出版され、加害者が出版差し止めと約1300万円の損害賠償を求めた訴訟を起こしたが、最高裁は上告を退ける決定をし、権利侵害はないとした二審・広島高裁判決が確定した。
- Google検索結果削除事件（2014年10月9日判決）—日本人男性がアメリカのGoogle本社に対し、自分の名前で犯罪に関わっているかのような検索結果が出てくるため、プライバシーを侵害されているとして削除を求める仮処分申請をし、東京地裁は男性の主張を一部認め、男性に「著しい損害」を与える恐れがある122件の検索結果について削除を命じた。グーグルの検索結果を削除するよう命じる仮処分決定は国内初[216]。判決の背景には、2014年5月にEUの最高裁にあたる欧州司法裁判所が、Googleに対して個人名の検索結果から、個人の過去の事実について報じる内容へのリンクの削除を命じる判決を言い渡していたことが挙げられる[217]。
- 通称「リベンジポルノ法／リベンジポルノ被害防止法／リベンジポルノ対策法」施行（2014年11月27日）—正式名称「私事性的画像記録の提供等による被害の防止に関する法律」。「三鷹ストーカー殺人事件」を受け、「リベンジポルノ」防止と取り締まり強化に向け、最高で「懲役３年以下」の罰則などを新たに設けた[218]。
- 川崎市中1男子生徒殺害事件（2015年2月20日発生）—神奈川県川崎市川崎区港町の多摩川河川敷で、13歳の少年が殺害され遺体を遺棄された事件。事件から1週間後に少年3名が殺人の疑いで逮捕。被害者は日ごろから加害者に暴力を振るわれ、殺害された日の夜は、裸にされて真冬の川で泳がされたあげく、カッターナイフで何ヵ所も切りつけられ、首を刃物で刺されるなどして死亡した[145]。『週刊新潮』が実名と顔写真を掲載し賛否両論となった。事件を報じた記事は6ページにわたっており、少年の実名、家族構成、過去の非行や暴力事件などが詳細に書かれていた。両論があることは併記し、実名報道は少年が社会復帰する障害になるという人権派弁護士の主張と、空腹に飢えて万引きするような少年を想定した戦後の遺物とする元最高検検事のコメントを紹介した。日弁連の村越進会長は声明を出し、「凶悪重大な少年事件の背景にも、少年の成育歴や環境など複雑な要因が存在しており、少年のみの責任に帰する厳罰主義は妥当ではない」と批判。また『週刊文春』ではインターネット上では実名などが氾濫しているとして、少年法はネットの規制には触れておらず、時代に即した法改正をすべきだとの識者コメントを紹介した。さらに、先進国でも少年を20歳で区分しているのは日本ぐらいで、18歳に引き下げるのは妥当だとの専門家の見方も伝えた[219][220]。元検察官の前田恒彦は、報道規制問題を検討する際、少年法とは別に「子どもの権利条約」も考慮する必要があるとし、少年法61条の規定を撤廃すれば、直ちにいかなる年齢の少年犯罪でも実名報道がOKとなるわけではないと指摘した[221]。
- 首相官邸ドローン落下事件（2015年4月22日発生）—ドローンを用いたテロリズムや犯罪行為の危険性が明らかになり、ドローンの使用に法規制を行う発端となった。
- twitterリベンジポルノ事件（2015年6月12日判決）—通称「リベンジポルノ法」違反に基づく全国で初めての判決。横浜地裁は被告に懲役2年6か月（保護観察付き執行猶予4年）を言い渡した。被告は2014年8月、無料通信アプリLINEで、元交際相手の女性に「写真ばらまきます後悔させてやる」などと連絡。2015年1月には、twitterに元交際相手の裸の写真を10回にわたり投稿した[222][223]。
- 隠れ家バー食べログ掲載事件（2015年7月31日和解）—「秘密の隠れ家」をコンセプトにしたバーの店舗情報がグルメ情報サイト「食べログ」に掲載され、バーの経営会社がサイト運営会社「カカクコム」に情報の削除と330万円の損害賠償を求めた事件。バーは看板を設置せず、オートロック式の鉄扉を店員が解錠して入店させるといったシステムで紹介客向けに営業。客に口コミを投稿しないよう呼びかけていたが、店内写真や入店方法といった情報が食べログに投稿された。バーの経営会社は「店舗経営に著しい不利益を被った」として情報削除を求めたが、カカクコムは「ユーザーの表現の自由や知る権利を不当に制限する」と拒否し、訴訟に発展。和解内容は非公開。食べログからはバーの電話番号や地図が削除されており、カカクコム側が一部請求に応じたとみられる[224]。
- 一橋大学アウティング事件（2015年8月24日発生、2018年1月15日一部和解）—一橋大学法科大学院において同性愛の恋愛感情を告白したゲイの学生が、相手による暴露（アウティング）をきっかけに、パニック障害の発作を起こすなど心身に変調をきたすようになり、投身自殺したとされる事件[225]。2016年に死亡した学生の遺族が相手側の学生と大学の責任を追及して300万円の損害賠償を求める民事訴訟を起こした[226]。2018年に学生と和解したが、一橋大学との裁判は継続中[227]。一橋大学には「ハラスメントについてのガイドライン」が定められており、「ハラスメントとは、広義には人権侵害であり、性別、宗教、社会的出自、人種、民族、国籍、信条、年齢、職業、身体的特徴、セクシュアリティなどの属性、あるいは、広く人格に関する言動等によって、相手に不利益や不快感を与え、その尊厳を傷つけることをいいます」とされていた[225]。
- 年金管理システムサイバー攻撃問題（2015年5月）—日本年金機構から約101万人、約125万件の個人情報（年金情報）が流出[209]。マイナンバー法改正案の採決が見送られた[228]。
- 総務省が「『ドローン』による撮影映像等のインターネット上での取り扱いに係るガイドライン」で個人情報保護指針を公開（2015年9月11日）—違法性は個別に裁判で判断されるが[229]、肖像権については「ドローンで空撮中に偶発的に人が映り込み、かつその人の容姿などの判別がつかない程度であれば問題ない」。プライバシーの侵害については「必要に応じて車のナンバープレートや表札、人の顔などに『ぼかし加工』をする」「住宅や街中以外にも、公衆浴場、更衣場、トイレなど、人が衣服を身につけていない可能性が高い場所にも注意が必要」としている[230]。
- マイナンバー通知（2015年10月）
- マイナンバー運用開始（2016年1月1日）
- 声優の上坂すみれtwitter休止（2016年3月3日）—LINE公式ブログで「以前から心ないリプライ（返信）を直接送る方がちらほらいらっしゃいましたが、看過できない数になったため休止措置をとることとなりました」と休止の経緯を説明[231]。自撮り写真の目の反射から部屋の中を解析、白いブラウスを着た画像などから下着を解析、ツイッターやブログの更新頻度から生理周期を予測するユーザーも出現しており、セクハラなどと非難されていた[232]。
- 通称「小型無人機等飛行禁止法／ドローン等規制法」施行（2016年4月7日）—正式名称「重要施設の周辺地域の上空における小型無人機等の飛行の禁止に関する法律」。「首相官邸ドローン落下事件」を受け、ドローン等の飛行ルールについて改正「航空法」で定め、残る重要な施設などの上空でのドローン等の飛行禁止について定めた。
- JTB情報漏洩（2016年6月14日）—実在する取引先企業のメールアドレスになりすまし、航空券の偽装PDFファイルの攻撃メールを社員が開き、ウイルスに感染。678万8443人分の個人情報が漏洩[233][234]。
- 食べログ否定的レビュー事件（2016年6月23日判決）—北海道で飲食店を経営する会社が「食べログ」の「料理が出てくるまで40分くらい待たされた」というレビューで客が激減したとして、店舗情報ページすべてを削除するよう求めた裁判。札幌高裁は「飲食店を経営する以上、社会的に妥当な『口コミ』であれば損失があっても受け入れるべき」として控訴を棄却した[235]。中野秀俊弁護士や清水陽平弁護士は「否定的な部分だけでなく、問題にならない部分まで削除を求めていたため、『表現の自由』に抵触する」「口コミの内容によっては名誉棄損等が成立し、否定的な書き込みの削除が認められる可能性もある」としている[236][237]。
- 俳優の成宮寛貴引退（2016年12月9日）—コカインなど違法薬物の使用疑惑を『フライデー』に2週にわたり報じられた成宮寛貴が、同性愛者であることを告白し、一連の疑惑報道の中で性的指向が暴露されたことも大きな要因として、芸能界を電撃引退[238]。「事実無根の記事に対して、非常に憤りを感じます。私、成宮寛貴は、薬物を使用したことは一切ございません」「この仕事をする上で人には絶対知られたくないセクシャリティな部分もクローズアップされてしまい、このまま間違った情報が拡がり続ける事に言葉では言い表せないような不安と恐怖と絶望感に押しつぶされそうです」などの直筆コメントを公開した[239][240]。セクシャリティに関しては、「アウティングだ」という非難[241][242]の一方で、LGBT当事者からは「彼が公言していないのに、ゲイだと公言しているかのように扱うことは事実と異なり、アウティングとは言えない」「不確かなことについて、好き勝手に言ったり、広めたりしないほうがいい」[243]「同性愛疑惑が娯楽として消費された」[244]など賛否あった。
- 改正「ストーカー規制法」施行（2017年6月14日）—2016年のストーカー被害相談は2万2737件で、警告と禁止命令に至ったケースは過去最多を記録[245]。ストーカー事案に係る相談件数が高い水準で推移し、被害態様も多様化していることなどから、「ストーカー行為等の規制等の在り方に関する報告書」を踏まえ、二度目の改正を行った。「規制対象行為の拡大」「禁止命令等の制度の見直し」「ストーカー行為等に係る情報提供の禁止」「ストーカー行為等の相手方に対する措置」「ストーカー行為等の防止等に資するための措置」「罰則の見直し」がなされた[246]。具体的には「SNSでのメッセージの送信やブログへの書き込み、住居等の付近をみだりにうろつく行為を『ストーカー行為』を認定する前提となる『つきまとい等』の対象行為に含める」「『ストーカー行為』や『つきまとい等』をする者に対して情報提供が禁じられた」「保護、捜査、裁判等に携わる者は、たとえ職務上であっても、被害者の安全確保、秘密保持に配慮しなければならない」「被害者の告訴が無くても捜査、起訴、処罰できるようにし、法定刑を倍に引き上げた」など[247][248]。
- 「忘れられる権利」事件（2017年1月31日判決）—検索サイトGoogleで、過去の逮捕歴が表示される検索結果の削除を求めた仮処分申し立てに対し、さいたま地方裁判所が日本で初めて「忘れられる権利」を明示した判断により訴えを認めた[249][250]。しかし東京高裁は「実体は名誉権やプライバシー権に基づく差し止め請求と同じで、独立して判断する必要はない」とし[251]、最高裁も「罰金を納付してから5年以内の現段階では公共性は失われていない」「男性の逮捕歴は公共の利害に関する」と削除を認めなかった[252][253][254]。
- 上坂すみれ個人アカウント閉鎖（2017年7月21日）—TwitterとInstagramの個人アカウントを閉鎖し、他2つのアカウントと統合した公式Twitterに統一。再開した個人アカウントに対し、性的な表現を含んだリプライを送り本人にブロックされるか試す遊び「上坂すみれチャレンジ」を行うユーザーが後を絶たず[255]、過激なリプライを送るファンらを批判する声が相次いでいた[256]。7月19日にはインターネット上で上坂に殺害予告を行っていた男性の逮捕が報じられ[257]、こうした事件や嫌がらせの影響が大きいとみられる[258]。
- 児童ポルノ単純所持で初の大量書類送検（2017年10月）—2017年5月、警視庁らが国内最大規模の児童ポルノ会員制通販サイト「厳選DVDショップありす」を摘発し、7200人の購入者リストが押収された[259]。2017年10月、リストをもとに児童ポルノ単純所持で約200人を書類送検。うち「るろうに剣心」作者が実名報道され[260]、2018年2月27日に東京簡裁は罰金20万円の略式命令を出した[261]。2020年東京オリンピック開催に向けて「浄化」を急ぐ動きが報道されていたこともあり[262]、「見せしめ」「別件逮捕などに使われる懸念」などの意見があがり[263][264][265][266]。2017年12月に警部補ら3名が書類送検されたときは匿名だったため、同様の意見があがった[267]。「自分の嗜好が若い頃は合法だったのに突然違法になり、今後一切合法的に満たす方法が無くなりバレると世界に晒され職を失いネットでネタにされるとか割と本気でゾッとする」「彼らがかわいそうだから罪のない少女を生贄に差し出せなんて言わないが、怪物のように言ったり集団で玩具にしたり職を奪うまでしないでもいいだろう」などの連続ツィートも話題になった[268]。2017年10月から休載していた「るろうに剣心・北海道編」は2018年7月号から連載再開[269]。2018年12月には同販売記録を元に約870人が書類送検。約7200人分の顧客データには小学校教員、塾経営者、警察官、地方議員らが含まれており、警視庁は事件化が可能と判断した約2700人分のデータを全国の警察本部に提供した[259]。
- マイナポータルの本格運用開始（2017年11月13日）—政府が運営するオンラインサービス。マイナンバーの導入に併せて新たに構築している個人ごとのポータルサイト[270]。
- 東京都国立市で全国初の「アウティング禁止条例」施行（2018年4月1日）—正式名称「国立市女性と男性及び多様な性の平等参画を推進する条例」。他者が本人の意思に反して公表するアウティングや、本人が公表しようとした場合に親族らが阻むことを禁じた。罰則はない[271][272][273]。
- 東京都で改正「迷惑防止条例」施行（2018年7月1日）—「つきまとい」「粗野・乱暴な言動」「連続電話」「汚物の送付」の４類型だった規制対象に、「監視していると告げること」「名誉を害する事項を告げること」「性的羞恥心を害する事項を告げること」を追加。「つきまとい」に「みだりにうろつくこと」を新たに盛り込んだ。また、電話やファクスを想定していた「連続電話」に電子メールやSNSなどへの連続送信を追加。いずれも「反復して行ってはならない」としている。盗撮行為を規制できる場所も、電車や銭湯など公共の場所、住居内やホテルの居室などの私的空間、学校、会社の事務室といった場所にも広げた。このような条例は東京が初めてではなく、北海道、三重県、大阪府、鹿児島県など14道府県の条例に盛り込まれ、すでに運用されている[274]。一方、規制対象と認定する基準があいまいだとして、弁護士団体「自由法曹団東京支部」などは、「名誉を害する事項を告げる」や「監視していると告げる」などの規制対象の拡大は、市民が国会前や路上、SNSで国会議員の批判をすることや、記者の張り込み取材が規制対象になる恐れがあるなどと批判した[275][276][277]。
- （2018年12月14日）—国税庁が源泉徴収票などのデータ入力を委託した会社が、国内の別の業者に無断で再委託。個人情報約70万件が流出。約55万件はマイナンバー記載[278][279]。マイナンバー法では無許可の再委託は禁止されているが、繁忙を理由に国内の3業者に再委託した。
- NGT48・山口真帆襲撃事件（2018年12月8日）—山口が新潟市内の自宅に帰ると、玄関先にいた男2人に顔をつかまれ、新潟市に住む20代の大学生と無職男性が暴行の疑いで逮捕された事件。号泣動画配信で事件が周知された。犯人はNGT48メンバーに帰宅時間や自宅を聞いていたなどの報道がされたが真偽は不明。
- 破産者マップ事件(2019年3月15日頃発生) - 「破産者マップ」と称するウェブサイトの運営者が、官報の破産者情報(氏名、住所など)を収集してデータベース化し、Googleマップに関連付け設定をして、地図上に網羅的に表示した事件。プライバシーの権利の侵害や名誉毀損である等と批判され、被害対策弁護団が結成される事態に発展し、サイトは2019年3月19日に閉鎖された。